# Завод кальцинованої соди в Торрелавезі
Завод кальцинованої соди в Торрелавезі – виробничий майданчик хімічного спрямування на півночі Іспанії.
В 1904 році бельгійська компанія Solvay узялась за будівництво свого виробничого майданчика в Торрелавезі, який почав роботу в 1908-му та займався продукуванням кальцинованої соди (карбонату натрію), при цьому початкова потужність майданчику по цьому продукту становила 20 тисяч тонн на рік (пізніше майданчик доповнили електролізним виробництвом, яке наразі вже продане іншому власнику).
Головною сировиною для продукування карбонату натрію (так само, як і для електролізного напрямку) є хлорид натрію, що надходив і надходить з розташованої неподалік та належної все тій же Solvay копальні Поланко (виявлення діапіру Поланко мало  важливий вплив на прийняття рішення щодо місця розміщення заводу). Втім, первісно соляний промисел не міг покривати всі потреби, тому частину хлориду натрію доводилось завозити морським шляхом з Бельгії. Крім того, певний час Solvay споживала продукцію соляних шахт Кабесон-де-ла-Саль, що знаходяться за півтора десятки кілометрів на захід від Торрелавеги.
Окрім солі виробництво кальцинованої соди потребувало чимало вапняку, який видобували в кар’єрах неподалік, та вугілля (для випалу з вапняку вапна), тому Solvay придбала цілий ряд вугільних концесій в Сантадері та Астурії.
Процес виробництва кальцинованої соди передбачає використання аміаку, для забезпечення поставок якого Solvay профінансувала спорудження металургійною компанією Nueva Montaña коксових батарей на її майданчику в Сантандері (за два десятки кілометрів від Торрелавеги). Коксовий газ містить значні обсяги аміаку, який і йшов на потреби содового виробництва.
Станом на початок 2020-х виробнича потужність майданчику Solvay в Торрелавезі рахувалась як 1 млн тонн кальцинованої соди (карбонату натрію) та гідрокарбонату натрію (бікарбонату натрію). Гідрокарбонат є проміжним продуктом в отриманні карбонату, проте частину його вилучають з процесу та реалізують як товарний продукт. Крім того, завод продукував невеликі обсяги апатитового гелю (засіб для очистки стічних вод від металів), який отримують унаслідок обробки вапняку фосфорною кислотою. При роботі на проектному режимі завод потребував майже 2 млн тонн хлориду натрію, 1,2 млн тонн вапняку та 0,25 млн тонн вугілля. 
В 2023-му оголосили, що з урахуванням змін на світовому ринку Solvay знизить потужність свого майданчику в Торрелавезі по кальцинованій соді з 0,9 до 0,6 млн тонн та припинить поставки звідси до Південної Америки.
Для забезпечення своїх технологічних потреб завод станом на початок 2020-х мав два вугільні котла тепловою потужністю 120 та 80 МВт (та два резервні котла на природному газу тепловою потужністю 90 і 60 МВт). Вироблена ними пара спершу проходить через парові турбіни з електричною потужністю до 33 МВт, при тому що для забезпечення потреб майданчику дстатньо 23 МВт. Видалення продуктів згоряння відбувається за допомогою димаря заввишки 140 метрів.